# Diamesa spinacies
Diamesa spinacies är en tvåvingeart som beskrevs av Ole Anton Saether 1969. Diamesa spinacies ingår i släktet Diamesa och familjen fjädermyggor. Arten har ej påträffats i Sverige. Inga underarter finns listade i Catalogue of Life.